# Extrakorporales System
Extrakorporale Systeme sind medizinische Geräte, die bei Operationen eingesetzt werden, um kurzzeitig die Funktion innerer Organe zu übernehmen. Die Geräte befinden sich außerhalb des Körpers (extrakorporal) und werden durch Schläuche mit dem entsprechenden Organ verbunden. Es gibt z. B. extrakorporale künstliche Herzen, künstliche Nieren und künstliche Lungen.